# Jacques de Grasse
Pour les autres membres de la famille, voir Maison de Grasse.
Jacques de Grasse de Bar (1720 - 24 juillet 1782), est un prélat français, évêque de Vence de 1755 à 1758, puis évêque d'Angers de 1758 à 1782.